# 일본의 텔레비전 애니메이션 목록/ㅋ
일본의 텔레비전 애니메이션 목록 (ㅋ)에서는 ㅋ으로 시작되는 제목의 일본의 애니메이션을 서술한다.

## 카
- 카노콘
- 카드캡터 사쿠라
- 카라스 (애니메이션)
- 칸나기
- 캄피오네!
- 캔디 캔디
- 캐릭캐릭 체인지

## 캬
- 없음

## 커
- 케로로 군조

## 켜
- 없음

## 코
- 코지코지
- 코텐코텐코
- 콩콩돌이 펑키
- 쾌걸 근육맨 2세
- 쾌도천사 트윈 엔젤

## 쿄
- 없음

## 쿠
- 쿠로코의 농구

## 큐
- 없음

## 크
- 크르노 크루세이드
- 크림레몬
- 클라나드

## 키
- 키다리 아저씨
- 키디 그레이드
- 키스x시스
- 킬라킬
- 킹덤